# G.Skill
G.Skill International Enterprise è un'azienda taiwanese produttrice di componenti per PC, indirizzate in particolare agli appassionati di overclocking.
Con sede in Taiwan, fu fondata nel 1989 da un gruppo di appassionati di computer. G.Skill opera attraverso vari distributori e rivenditori in Nord America, Europa, Asia e Medio Oriente.
La G.Skill é una compagnia notevolmente incentrata sul gaming, come dimostrato dai loro prodotti.
La compagnia ha debuttato nel 2003 come produttrice di memoria RAM ed ha messo in commercio moduli di tipo DDR, DDR2, DDR3 e DDR4, sia DIMM che SO-DIMM. Dal 2008 vende anche SSD e RAM sostitutiva per Mac. Nel corso degli anni hanno anche sviluppato parti aggiuntive per PC come raffreddatori per memoria RAM dotati di ventole, periferiche come mouse, tastiere e headset da gaming, schede SD e MicroSD e perfino mousepad.
Il loro prodotto più notevole e che gli ha portato più successo sono i TridentZ RGB, ovvero dei moduli di memoria RAM dotati di LED RGB capaci di creare effetti di luce senza bisogno di cavi aggiuntivi e senza compromessi in performance.

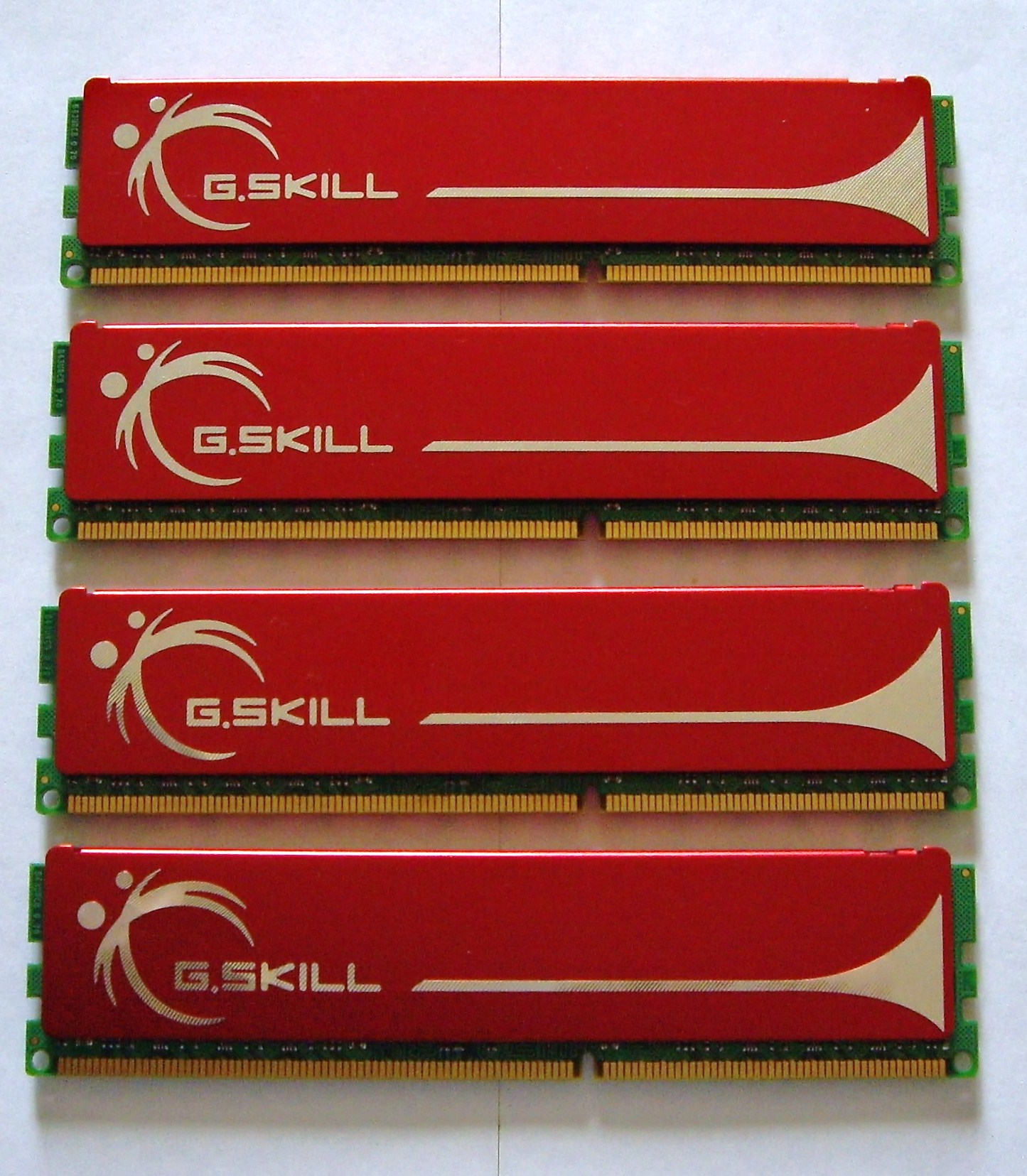
Moduli di RAM G.Skill